# Transmission des savoirs
La transmission des savoirs s'exerce généralement par l'éducation. Propre aux espèces et aux habitats correspondants, c'est une opération par laquelle la connaissance dont disposent certains individus relevant d'un groupe social donné est partagée avec d'autres intégrant ce groupe, notamment pour permettre l'apprentissage, le développement, la retraite des premiers, ou la diminution de leur activité. On parle en particulier de transmission des compétences lorsque le savoir transféré est essentiellement pratique. Ce vocable est aussi employé par les sciences humaines et dans le monde de l'entreprise en fonction d'objectifs précis.
Dans la mesure où cette transmission repose sur l'idée de savoirs déjà constitués, par rapport auxquels l'apprenant est reconnu comme moins savant que celui qui enseigne ; dans la mesure donc où cela implique la reconnaissance d'une relation asymétrique entre maître et élève, autrement dit l'autorité des enseignants, la transmission des savoirs s'oppose au pédagogisme.